# صدای برون‌تصویر

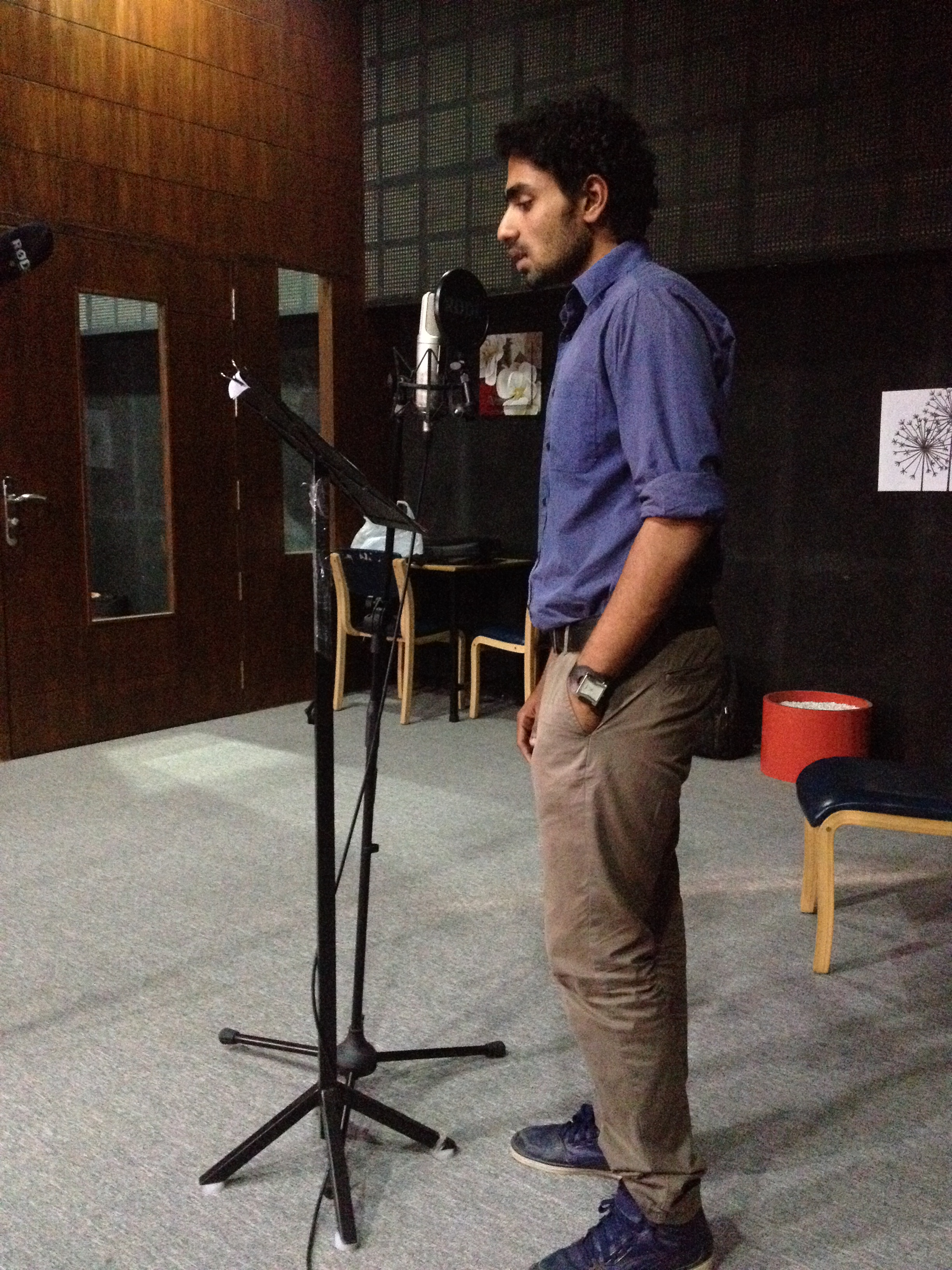
مردی در حال ضبط صدای برون‌تصویر

صدای برون‌تصویر (انگلیسی: Voice-over) گفتار یا گفت‌وگویی است که شنیده می‌شود ولی منبع صدا در تصویر دیده نمی‌شود.
صدای برون‌تصویر که با نام‌های گفتار برون‌صحنه یا گفتار خارج از قاب نیز شناخته می‌شود، فنّی در تولید رسانه‌ای است که در رادیو، تلویزیون، فیلم‌سازی، تئاتر و دیگر رسانه‌ها کاربرد دارد. در این روش، صدایی توصیفی یا توضیحی که بخشی از روایت داستان نیست (یعنی برون‌داستانی یا non-diegetic یا Diegesis) همراه با تصویر یا اجرای زندهٔ رویدادها شنیده می‌شود. این صدا معمولاً از روی یک متن از پیش آماده خوانده می‌شود و ممکن است توسط کسی که در بخش دیگری از برنامه حضور دارد یا یک گوینده حرفه‌ای اجرا شود. رایج‌ترین نوع صدای برون‌تصویر، گفتار هم‌زمان است، یعنی زمانی که گفتار بر تصویر رویدادی جاری خوانده می‌شود. با این حال، گفتار ناهم‌زمان نیز به‌ویژه در سینما کاربرد دارد. این صدا معمولاً از پیش ضبط می‌شود و بر بالای تصویر فیلم یا ویدیو قرار می‌گیرد و در مستندها یا گزارش‌های خبری برای ارائهٔ اطلاعات به کار می‌رود.
صدای برون‌تصویر همچنین در بازی‌های ویدیویی، پیام‌های انتظار و نیز در اعلامیه‌ها و راهنمایی‌های صوتی در رویدادها و مکان‌های گردشگری استفاده می‌شود.
در برخی موارد ممکن است به‌صورت زنده نیز خوانده شود، مانند مراسم اهدای جوایز. صدای برون‌تصویر به گفتارهای موجود در تصویر افزوده می‌شود و نباید با صداپیشگی یا دوبله - که در آن گفت‌وگوهای اصلی با نسخه‌ای ترجمه‌شده جایگزین می‌شوند - اشتباه گرفته شود.

## تاریخچه
صنعت صدای برون‌تصویر از زمان پیدایش همگام با پیشرفت‌های فنّاوری، سرگرمی و تبلیغات، به‌طور قابل توجهی تکامل یافته است. این صنعت در اوایل دوران رادیو آغاز شد و از آن زمان به رسانه‌های مختلفی از جمله تلویزیون، فیلم، بازی‌های ویدیویی و اینترنت گسترش یافته است.

### پیدایش (دهه ۱۹۲۰–۱۹۳۰)
کار صدای برون‌تصویر در دهه ۱۹۲۰ با ظهور پخش رادیویی آغاز شد. این صنعت عمدتاً توسط درام‌های رادیویی، کمدی‌ها و سریال‌ها هدایت می‌شد. بازیگرانی مانند اورسن ولز از پیشگامان این عرصه بودند که به‌خاطر کارشان در نمایش‌های رادیویی مانند تئاتر مرکوری روی آنتن شناخته می‌شوند. مهم‌ترین رویداد این دوره، پخش نمایش رادیویی جنگ دنیاها در سال ۱۹۳۸ بود که توسط اورسن ولز کارگردانی و روایت شد و شنوندگان را به‌خطا انداخت که رمان تخیلی را یک گزارش خبری واقعی پنداشتند.

### عصر طلایی رادیو و معرفی تلویزیون (دهه ۱۹۴۰–۱۹۵۰)
دهه‌های ۱۹۴۰ و ۱۹۵۰ اغلب به‌عنوان عصر طلایی رادیو شناخته می‌شوند. صداپیشگانی مانند مل بلانک، که به‌خاطر کارش در کارتون‌های برادران وارنر شناخته می‌شوند، به نام‌های آشنایی تبدیل شدند. این دوره همچنین شاهد گذار از رادیو به تلویزیون بود و صدای برون‌تصویر در قالب روایت خارج از صحنه و شخصیت‌پردازی در برنامه‌ٔ تلویزیونی، به‌ویژه انیمیشن‌ها و تبلیغات، گسترش یافت.

### ظهور تبلیغات تجاری و دوبله (دهه ۱۹۶۰–۱۹۷۰)
در دهه‌های ۱۹۶۰ و ۱۹۷۰، استفاده از صدای برون‌تصویر در تبلیغات به‌طور چشمگیری افزایش یافت. تبلیغ‌کنندگان به‌تدریج به تأثیر صدای قوی و متقاعدکننده در فروش محصولات پی بردند. این دوره همچنین شاهد رشد دوبلهٔ فیلم‌ها و سریال‌های خارجی بود که دسترسی جهانی به محتوای رسانه‌ای را گسترش داد.

### پیشرفت‌های فنّاوری و انقلاب ویدئوی خانگی (دهه ۱۹۸۰–۱۹۹۰)
با ظهور تلویزیون کابلی و ویدئوی خانگی در دهه‌های ۱۹۸۰ و ۱۹۹۰، تقاضا برای هنرمندان صدای برون‌تصویر (Voice-over) افزایش یافت. این دوره با افزایش مجموعه‌های پویانمایی، بازی‌های ویدئویی و فیلم ویدئویی مشخص شد. صداپیشگانی مانند جیمز ارل جونز (صدای دارث ویدر در جنگ ستارگان) و فرانک ولکر (که به‌خاطر کارهایش در کارتون‌ها و فیلم‌ها شناخته می‌شود) برجسته شدند.

### عصر اینترنت و دموکراتیزه شدن ثدای گوینده (دهه ۲۰۰۰ تا کنون)
آغاز هزاره جدید با گسترش اینترنت، تغییرات چشمگیری را به همراه داشت. پلتفرم‌هایی مانند یوتیوب و پادکستینگ مسیرهای جدیدی برای کار صدای برون‌تصویر باز کردند. فنّاوری ضبط خانگی و اینترنت پرسرعت امکان کار از راه دور را برای هنرمندان فراهم کرد و این صنعت را دموکراتیک ساخت. وب‌سایت‌های تخصصی گویندگی و سرویس‌های آنلاین انتخاب بازیگر، پیدا کردن کار را برای هنرمندان و یافتن استعدادها را برای تهیه‌کنندگان آسان‌تر کردند.

## حرفه در صدای برون‌تصویر
برای تبدیل‌شدن به یک صداپیشه، آموزش‌های قابل‌توجهی لازم است. عوامل مهم در صداپیشگی شامل تکنیک، شناخت سبک‌ها و تجربهٔ کاری هستند. توصیه می‌شود برای بهبود مهارت‌های لازم در ضبط صدای برون‌تصویر، از مربی بازیگری و مربی صدا کمک گرفته شود. همچنین برای آغاز حرفهٔ صدای برون‌تصویر، به تجهیزات زیادی نیاز است؛ از جمله یک رایانه، میکروفون حرفه‌ای، نرم‌افزار ویرایش صدا، و یک استودیو برای ضبط صدا. مشاغل مرتبط با صدای برون‌تصویر اغلب این امکان را فراهم می‌کنند که افراد از خانه کار کنند.
برای شرکت در تست‌های صدای برون‌تصویر، افراد معمولاً یک دموی صوتی (demo reel) تهیه می‌کنند؛ این دمو مجموعه‌ای از نمونه‌کارهای صداپیشگی شخص است. داشتن دموی حرفه‌ای برای کسانی که به‌دنبال شغل در این زمینه هستند بسیار مهم است، زیرا بسیاری از آزمون‌ها به آن نیاز دارند. برای یافتن فراخوان‌های انتخاب بازیگر، وب‌سایت‌های زیادی وجود دارد که افراد می‌توانند در آن‌ها برای آزمون ثبت‌نام کنند.

## فنون (تکنیک‌ها)

### شخصیت‌پردازی صوتی
در فیلم موبی دیک (۱۹۵۶)، اسماعیل 
(ریچارد بیسهارت) روایتگر داستان است و گاه‌گاهی دربارهٔ رخدادها با صدای برون‌تصویر توضیح می‌دهد. این تکنیک را شخصیت جو گیلیس (ویلیام هولدن) در فیلم بولوار سانست (۱۹۵۰) و اریک اریکسون (باز هم با بازی ویلیام هولدن) در فیلم خائن تقلبی (۱۹۶۲) نیز به‌کار می‌برند. همچنین پیپ بزرگسال (جان میلز) در فیلم آرزوهای بزرگ (۱۹۴۶) و مایکل یورک در بازسازی تلویزیونی همین اثر در سال ۱۹۷۴ نیز با صدای برون‌تصویر روایت می‌کنند.
فنّ صدای برون‌تصویر برای دادن صدا و شخصیت به شخصیت‌های پویانمایی نیز کاربرد گسترده‌ای دارد. از صداپیشه‌های برجسته و چندوجهی در این زمینه می‌توان به مل بلنک، داز باتلر، دان مسیک، پال فریس و جون فوری اشاره کرد. تکنیک‌های شخصیت‌پردازی در صدای برون‌تصویر به ایجاد ویژگی‌های شخصیتی و صدای منحصربه‌فرد برای شخصیت‌های خیالی کمک می‌کند. گاهی این تکنیک‌ها جنجال‌برانگیز می‌شوند، به‌ویژه زمانی که مجریان رادیوییِ سفیدپوست از لهجهٔ انگلیسی آفریقایی-آمریکایی (AAVE) تقلید می‌کنند.
در اواخر دههٔ ۱۹۲۰، رادیو به‌تدریج از گزارش‌های انحصاری موسیقی و رویدادهای ورزشی فاصله گرفت و به تولید نمایش‌های گفت‌وگومحور و داستان‌های تخیلی روی آورد.

### ابزار خلاقانه
در سینما، فیلم‌ساز ممکن است صدای انسان (یا صداهای انسانی) را بر تصاویری قرار دهد که الزاماً با آنچه گفته می‌شود هم‌راستا نیستند. در نتیجه، صدای برون‌تصویر گاهی برای ایجاد تضاد طعنه‌آمیز به‌کار می‌رود. گاهی نیز صداهایی پخش می‌شوند که مستقیماً به شخصیت‌های حاضر در تصویر مربوط نیستند. در آثار داستانی، گوینده معمولاً یکی از شخصیت‌هاست که به گذشتهٔ خود می‌نگرد، یا صدایی است بیرون از داستان که اغلب آگاهی گسترده‌تری از رخدادها دارد.
صدای برون‌تصویر اغلب برای خلق حس داستان‌سرایی از سوی شخصیت یا راوی دانای کل استفاده می‌شود. مثلاً در فیلم مظنونین همیشگی، شخصیت وربال کینت هنگام بازگویی جزئیات یک جنایت، از صدای برون‌تصویر بهره می‌برد. تکنیک صدای برون‌تصویر را می‌توان در فیلم‌های کلاسیکی مانند همشهری کین و شهر برهنه شنید.
گاهی صدای برون‌تصویر برای ایجاد پیوستگی در نسخه‌های ویرایش‌شدهٔ فیلم‌ها استفاده می‌شود تا مخاطب بتواند بهتر میان صحنه‌ها ارتباط برقرار کند. این تکنیک در نسخهٔ کوتاه‌شدهٔ فیلم ژاندارک (۱۹۴۸) با بازی اینگرید برگمان به‌کار رفت، چرا که نسخهٔ اولیهٔ ۱۴۵ دقیقه‌ای فیلم با استقبال روبه‌رو نشد و نسخه‌ای ۱۰۰ دقیقه‌ای برای اکران دوم آماده شد. در نسخهٔ کوتاه‌شده، صدای برون‌تصویر بخش‌های حذف‌شده را پوشش می‌داد. در نسخهٔ کامل که در ۱۹۹۸ بازسازی شد و در ۲۰۰۴ بر روی دی‌وی‌دی عرضه شد، صدای برون‌تصویر فقط در ابتدای فیلم شنیده می‌شود.
فیلم نوآر به‌طور ویژه با تکنیک صدای برون‌تصویر گره خورده‌ است. عصر طلایی روایت اول‌شخص در دههٔ ۱۹۴۰ بود. فیلم نوآر معمولاً از روایت مردانه بهره می‌برد، هرچند نمونه‌هایی از صدای برون‌تصویر زنانه نیز وجود دارد.
در رادیو، صدای برون‌تصویر بخشی جدایی‌ناپذیر از ساختار برنامه است. گویندهٔ صدای برون‌تصویر ممکن است برای جلب توجه شنوندگان به نام ایستگاه رادیویی یا برای ایفای نقش‌های نمایشی در برنامه حضور یابد.

### ابزار آموزشی یا توصیفی
صدای برون‌تصویر در آثار غیر داستانی نیز کاربردهای گسترده‌ای دارد. در اخبار تلویزیونی، معمولاً رویدادهای تصویری مهم همراه با توضیحات گزارشگر از طریق صدای برون‌تصویر پخش می‌شوند و بخش‌هایی نیز صرفاً شامل گویش مستقیم گوینده خبر هستند که دربارهٔ رویدادهایی توضیح می‌دهند که تصویری از آن‌ها موجود نیست.
شبکه‌هایی مانند شبکهٔ تلویزیونی هیستوری و دیسکاوری به‌طور گسترده از صدای برون‌تصویر بهره می‌برند. در شبکه ان‌بی‌سی، برنامهٔ شروع دوباره از سیلویا ویلاگران به‌عنوان راوی با صدای برون‌تصویر استفاده می‌کرد.
در پخش زندهٔ مسابقات ورزشی، اغلب صدای گزارشگران به‌صورت برون‌تصویر روی تصاویر رویداد ورزشی پخش می‌شود.
مسابقه‌های تلویزیونی پیش‌تر برای معرفی شرکت‌کنندگان و جوایز از صدای برون‌تصویر بهره زیادی می‌بردند، هرچند با رواج جوایز نقدی، این شیوه کمتر شده‌ است. از صداپیشه‌های برجسته در این زمینه می‌توان به دن پاردو، جانی اولسن، جان هارلان، جی استوارت، جین وود و جانی گیلبرت اشاره کرد.
در نسخه‌های خانگی فیلم‌ها مانند دی‌وی‌دی، صدای برون‌تصویر منتقدان، تاریخ‌نگاران یا عوامل تولید نیز به‌عنوان تفسیر همراه با فیلم عرضه می‌شود.

### ابزار تجاری
صدای برون‌تصویر در تبلیغات تلویزیونی از زمان آغاز رادیو کاربردی رایج داشته‌ است.
در سال‌های اولیه، پیش از پیشرفت‌های فنی در ضبط صدا، اعلام‌ها به‌صورت زنده و هم‌زمان در استودیو با حضور تمام بازیگران و عوامل تولید اجرا می‌شد. یک شرکت حامی مالی تهیه‌کننده‌ای استخدام می‌کرد تا نویسندگان و صداپیشه‌ها را برای اجرای برنامهٔ کمدی یا درام گرد هم آورد.
تولیدکنندگان اغلب از صدای خاصی برای انتقال پیام برند استفاده می‌کنند و گاهی با آن صداپیشه قرارداد انحصاری بلندمدت می‌بندند.
با گسترش تلویزیون در دههٔ ۱۹۵۰، صنعت تبلیغات رشد چشم‌گیری کرد و دوران نمایش‌های سریالی با تولید بالا در رادیو پایان یافت. ظهور نوار مغناطیسی امکان ضبط صدای باکیفیت را فراهم کرد. همچنین، ضبط دیجیتال، رواج رایانه شخصی، تلفن‌های هوشمند، تجهیزات ضبط خانگی و نرم‌افزارهای رایگان یا ارزانِ ضبط و ویرایش صدا و میکروفون یواس‌بی (USB)، موجب انقلابی در صنعت صدای برون‌تصویر شدند.

### ترجمه
در کشورهایی مانند روسیه، اوکراین و لهستان، از صدای برون‌تصویر برای ترجمهٔ برنامه‌های تلویزیونی به‌عنوان روش بومی‌سازی زبان استفاده می‌شود و جایگزینی برای دوبله به‌شمار می‌آید.
در بلغارستان نیز این روش رایج است، اما هر فیلم یا قسمت معمولاً با سه تا شش گوینده اجرا می‌شود. گویندگان سعی می‌کنند لحن و حالت صدای اصلی را حفظ کنند. دلیل اصلی استفاده از این روش، سرعت بالای تولید آن نسبت به دوبلهٔ هم‌زمان است؛ چرا که نیازی به هماهنگی لب‌ها نیست و تنها صدای اصلی فیلم کاهش می‌یابد. زمانی که در فیلم سکوت وجود دارد، صدای اصلی دوباره تقویت می‌شود. با عرضهٔ فیلم‌هایی با صدا و موسیقی جداگانه، برخی نسخه‌های ترجمه‌شدهٔ بلغاری تنها با کاهش صدای دیالوگ تولید می‌شوند و صداهای دیگر را دست‌نخورده باقی می‌گذارند. در پایان هر فیلم، یکی از گویندگان معمولاً نام عوامل ترجمه را با صدای برون‌تصویر می‌خواند، مگر آن‌که روی تیتراژ پایانی گفت‌وگو وجود داشته باشد.